# Diana Damrauová
Diana Damrauová (nepřechýleně Diana Damrau, * 31. května 1971 Günzburg, Německo) je německá sopranistka. Je nositelkou čestného titulu komorní pěvkyně v Bavorské státní opeře.

## Původ a mládí
Damrauová se narodila v bavorském Günzburgu. Zpěv začala studovat pod vedením rumunsko-německé sopranistky a profesorky Carmen Hanganu na Vysoké hudební škole ve Würzburgu. Během studií trpěla otoky hlasivek. Po konzultaci s několika lékaři se rozhodla podstoupit alternativní léčbu bez operace. Léčba trvala asi rok a půl. Po absolvování vysoké školy studovala v Salcburku u Hanny Ludwigové.

## Kariéra
První operní angažmá získala ve Würzburgu a následně pokračovala v Národním divadle v Mannheimu a Frankfurtské opeře. Od té doby zpívala po celém světě na nejslavnějších scénách, jako jsou Vídeňská státní opera, Metropolitní opera v New Yorku, Královská opera v Londýně nebo v Bavorské státní opeře, stejně jako na Salcburském festivalu. Byla pozvána, aby zpívala titulní roli v Salieriho opeře Europa riconosciuta  při znovuotevření Teatro alla Scala v Miláně v roce 2004 pod taktovkou Riccarda Mutiho.
Velmi často hrála roli Královny noci z Mozartovy Kouzelné Flétny. Angažována byla k jejímu nastudování ve více než 15 inscenacích v Londýně, Salcburku, Vídni, Frankfurtu nebo Mnichově. V Metropolitní opeře se zapsala do historie, když v sezoně 2007/08 vystoupila ve dvou různých inscenacích této opery, přičemž v jedné jako Pamina a ve druhé jako Královna noci. Pozoruhodné bylo i její angažmá ke ztvárnění všech čtyř hrdinek v Offenbachových Hoffmannových povídkách v nové inscenaci Bavorské státní opery v říjnu 2011. Mezi rolemi v jejím repertoáru jsou časté koloraturní party; zpívala např. Zerbinettu (Ariadna na Naxu), Lucii (Lucie z Lammermooru), Elvíru (Don Giovanni), Rosinu (Lazebník sevillský), Gilda (Rigoletto), Adinu (Nápoj lásky), Marii (Dcera pluku), Lindu (Linda di Chamounix) nebo Amintu (Král pastýř). V lyrickém oboru patří do jejího repertoáru Manon (Massenetova Manon), Donna Anna (Don Giovanni), Mařenka (Jeníček a Mařenka) nebo Pamina (Kouzelná flétna).
Po narození druhého dítěte na podzim roku 2012 se vrátila na scénu s novou inscenací Verdiho opery Rigoletto v Metropolitní opeře v únoru 2013. Následoval její debut v titulní roli Verdiho Traviaty na stejné scéně. V říjnu 2013 vytvořila v Divadle na Vídeňce titulní koloraturní sopránovou roli ve světové premiéře opery A Harlot's Progress, kterou přímo pro ni napsal mladý britský skladatel Iain Bell podle leptů Williama Hogartha. V březnu 2014 zpívala v Belliniho opeře Náměsíčná v newyorské Metropolitní opeře.
Damrau také pravidelně koncertuje. S písňovým repertoárem vystupovala ve Vídni(Musikverein), v Carnegie Hall, ve Wigmore Hall, v Teatro alla Scala, na festivalech jako jsou Schubertiáda ve Schwarzenbergu, Kissingerské jaro, a na Salcburském festivalu. Její koncertní repertoár zahrnuje Orffovu skladbu Carmina Burana, Mozartovy Velkou mši C moll, Requiem a Exsultate, jubilate nebo Händelova Mesiáše. Několikrát zpívala také operní árie při koncertech v Mnichově na náměstí Gärtnerplatz.
Vystupovala s nejvýznačnějšími dirigenty, např. s Jamesem Levinem, Zubinem Mehtou, Lorinem Maazelem, Colinem Davisem, Christophem von Dohnányim, Leonardem Slatkinem, Pierrem Boulezem, Nikolausem Harnoncourtem a dalšími.

## Osobní život
Diana Damrau je vdaná za francouzského basbarytonistu Nicolase Testého. Mají spolu dva syny, narozené v letech 2010 a 2012.

## Diskografie
Rané nahrávky Damrauové pořízené společností Telos zahrnují Verdiho canzoni, Mahlerův Chlapcův kouzelný roh a Schumannovy Myrty, op. 25, s Telos štítek. Vydavatelství Orfeo vydalo živé nahrávky jejích písňových recitálů na Salcburském festivalu 2005 a Schubertiádě 2006.
Damrauová se objevuje také v titulní roli na nahrávce Mozartovy Zaidy, vydané společností Deutsche Harmonia Mundi.
Od roku 2007 má Damrauová exkluzivní nahrávací smlouvu s EMI/Virgin. Jejím výsledkem jsou tato alba:
- Arie di Bravura (2007): recitál složený z árií Mozarta, Righiniho a Salieriho za doprovodu Le Cercle de l'Harmonie za vedení Jérémieho Rhorera.
- Donna: Opera and Concert Arias by Mozart (listopad 2008): výběr Mozartových operních a koncertních árií opět ve spolupráci s Rohrerem a Le Cercle de l'Harmonie.
- Coloraturas (listopad 2009): výběr koloraturních árií, doprovází Mnichovský rozhlasový orchestr, dirigent Dan Ettinger.
- Poesie: Richard Strauss Lieder (leden 2011): písně Richarda Strausse nahrané s Mnichovskými filharmoniky pod taktovkou Christiana Thielemanna.
- Liszt Lieder (říjen 2011): klasické písně Franze Liszta, za doprovodu Helmuta Deutsche.
- Forever (2013): výběr z operetních a muzikálových čísel, nahraný s Královskou liverpoolskou filharmonií řízeným Davidem Charlesem Abellem.
- Fiamma del belcanta (2015): výběr belcantových árií Belliniho, Donizettiho, Verdiho, Pucciniho a Leoncavalla, nahrané s orchestrem turínského Teatra Regio s dirigentem Gianandreou Nosedou.
- Meyerbeer: Grand Opera (2017): úryvky z oper Giacoma Meyerbeera, doprovází orchestr Lyonské národní opery za řízení Emmanuela Villauma.

## Videonahrávky
Na DVD byly vydány nahrávky následujících oper s Damrauovou:
- Rossini: Hrabě Ory (Metropolitní opera)
- Verdi: Rigoletto (Semperoper v Drážďanech)
- Verdi: Rigoletto (Metropolitní opera)
- Strauss: Růžový kavalír (Baden Baden)
- Humperdinck: Jeníček a Mařenka (Covent Garden)
- Mozart: Kouzelná flétna (Covent Garden)
- Mozart: Kouzelná flétna (Salcburský festival)
- Mozart: Ascanio in Alba (Salcburský festival)
- Mozart: Únos ze serailu (Frankfurt)
- Mozart: Únos ze serailu (Teatro Liceu Barcelona)
- Mozart: Figarova svatba (La Scala)
- Maazel: 1984 (Covent Garden)

## Ocenění
- 1999: Laureátka 7. mezinárodní Mozartovy soutěže, Salcburk
- 1999: zvolena vítězkou ankety kritiků Mladý pěvec roku časopisu Opernwelt
- 2004: nositel ceny Hvězda roku mnichovského deníku Abendzeitung
- 2005: nositelka ceny Růže roku mnichov deníku Tageszeitung
- 2006: vystoupení po boku Plácida Dominga na mnichovském galakoncertu Tři orchestry při příležitosti zahájení mistrovství světa ve fotbalu 2006 v Německu
- 2006: vyhlášena Bavorkou roku v anketě Bavorského rozhlasu
- 2007: nositelka E.ON Bavorské kulturní ceny
- 2007: titul bavorská komorní pěvkyně
- 2008: jmenována Pěvkyní roku 2008 časopisu Opernwelt
2008: Cena německých hudebních kritiků pro její album Arie di Bravura
- 2010: bavorský Řád Maxmiliánův pro vědu a umění – nejvyšší vyznamenání udělované spolkovou zemí Bavorsko za umělecké úspěchy. Počet žijících držitelů ocenění je omezen na 100.
- 2011: Cena Echo Klassik za album Poesie
- 2014: jmenována Zpěvačkou roku na International Opera Awards.[4]
- 2014: Cena Echo Klassik ohne Grenzen[5]